# In differenze
In differenze è il terzo album della musicista italiana Susanna Parigi, pubblicato, in formato CD, nel 2004 dalla casa discografica Sette Ottavi.

## Il disco
il disco comprende 14 brani, con le collaborazioni prestigiose di artisti e musicisti come: Pat Metheny, Tony Levin, l'orchestra sinfonica di Sofia, Ellade Bandini, Ares Tavolazzi, Flaco Biondini, Mario Arcari ed il filosofo Umberto Galimberti, che ha collaborato alla stesura del testo del brano "False" ed alla scrittura dei monologhi dell'omonimo spettacolo teatrale.
La copertina dell'album riporta uno scatto concesso all'autrice dal fotografo Sebastião Salgado.
L'album porta la Parigi ad essere considerata dalla stampa italiana una rivelazione del panorama musicale e del cantautorato al femminile italiano, anche per i temi sociali affrontati nelle sue canzoni: dall'indifferenza come amputazione dei sensi nel nostro vivere occidentale, al rispetto e all'amore per le differenze.

## Tracce
1. Opera buffa – 3:27 (testo: Susanna Parigi, Kaballà – musica: Susanna Parigi)
2. La fatica e la pazienza – 3:33 (testo: Susanna Parigi, Kaballà – musica: Susanna Parigi, Chiara Vergati)
3. Amada – 5:12 (testo: Susanna Parigi, Kaballà – musica: Juan Carlos Biondini)
4. Più grandi di Dio – 4:23 (testo: Susanna Parigi, Kaballà – musica: Susanna Parigi)
5. In differenze – 4:20 (testo: Susanna Parigi, Kaballà – musica: Susanna Parigi)
6. Una porta nel tempo (versione strumentale) – 3:27 (musica: Susanna Parigi)
7. Amore che m'invita – 3:26 (testo: Susanna Parigi, Kaballà – musica: Susanna Parigi)
8. Di spazio perfetto – 4:43 (testo: Susanna Parigi, Kaballà – musica: Pat Metheny)
9. False – 3:19 (testo: Susanna Parigi, Kaballà, Umberto Galimberti – musica: Susanna Parigi)
10. Dall'anima al corpo – 3:55 (testo: Susanna Parigi – musica: Susanna Parigi)
11. Una stagione all'inferno – 3:39 (testo: Susanna Parigi, Kaballà – musica: Susanna Parigi)
12. 42,3% – 4:26 (testo: Susanna Parigi, Kaballà – musica: Susanna Parigi)
13. Le valigie che lasci (recitativo) – 2:44 (testo: Susanna Parigi – musica: Susanna Parigi)
14. Cinì cinì – 5:48 (testo: Susanna Parigi, Kaballà – musica: Susanna Parigi)

Durata totale: 56:22

## Formazione
- Susanna Parigi: voce, programmazione, tastiera, pianoforte, fisarmonica
- Elvezio Fortunato: chitarra, mandolino
- Juan Carlos Biondini: chitarra in "Amada"
- Ares Tavolazzi: basso
- Tony Levin: basso
- Ellade Bandini: batteria
- Piercarlo Penta: pianoforte in "Una porta nel tempo"
- Massimo Germini: chitarra, bouzouki in "Una porta nel tempo"
- Gianni Coscia: fisarmonica in "False"
- Alice Bisanti: viola in "Dall'anima al corpo"
- Aurora Bisanti: violino in "Dall'anima al corpo"
- Mario Arcari: oboe
- Deyan Pavlov: direttore d'orchestra "Bulgarian Simphony Orchestra"
- Panagiotis Kalambakas: direttore coro bizantino in "Una stagione all'inferno"
- Saulė Kilaitė e Quartetto d'archi "Picasso strings"
- Tamburi di San Marino in "Una stagione all'inferno"
- Flavio Oreglio: voce recitante in "42,3%"
- Valentina Macchia: voce recitante in "Cinì cinì"
- Ibrahima Cisse: voce recitante in "Cinì cinì"
- Coro femminile "Le voci delle radici" in "Cini cinì"
- Coro bambini "Associazione multietnica variopinto" in "Cini cinì"